# Mariakerk (Ruinen)
De Nederlands Hervormde Mariakerk uit de 12e eeuw is een gotische kerk aan de Brink 11 in de Drentse plaats Ruinen.

## Beschrijving
De kerk hoorde oorspronkelijk bij het benedictijnerklooster van Ruinen, de Maria-abdij, die in 1325 verplaatst werd naar Dickninge. In de kelder van de pastorie van Ruinen zijn nog restanten van de gewelven van de vroegere abdij te zien. In de 14e eeuw werd aan de zuidoostzijde van de kerk de Catharinakapel gebouwd. De opdracht tot de bouw van deze kapel werd gegeven door Jan van Runen en zijn vrouw Zwedera van Runen. Bij een restauratie in 1836 werd de kapel afgebroken en werd ook het koor van de kerk gesloopt.
Oorspronkelijk betrof het een romaanse kerk. Bij een ingrijpende verbouwing in de 15e eeuw kreeg de kerk haar huidige gotische uiterlijk. De kerktoren is in dezelfde periode gebouwd, waarschijnlijk door 'Johan die Werckmeister' uit Ruinen.
Op de binnenmuur aan de noordkant van de kerk is een afbeelding van de annunciatie geschilderd. Deze muurschildering dateert uit het begin van de 16e eeuw. De herenbanken in de kerk dateren uit de 17e eeuw.

## Orgel
Uit diverse berichten blijkt dat er in de 16e eeuw een kerkorgel moet zijn geweest. Niet duidelijk is of er in de eeuwen daarna een orgel stond in de kerk. Het huidige eenklaviers instrument is in 1901 gemaakt door de Groninger orgelbouwer Jan Doornbos met assistentie van zijn 13-jarige zoon Klaas. De toeschrijving aan Marten Eertman uit Noordwolde (Groningen) is hoogstwaarschijnlijk onjuist. Doornbos had de bijnaam 'Jan Avontuur' omdat hij allerlei materialen van oudere orgels gebruikte. Waarschijnlijk geldt dat ook voor het pijpwerk van de kerk in Ruinen. Het instrument is in 1981 gerestaureerd door Mense Ruiter.

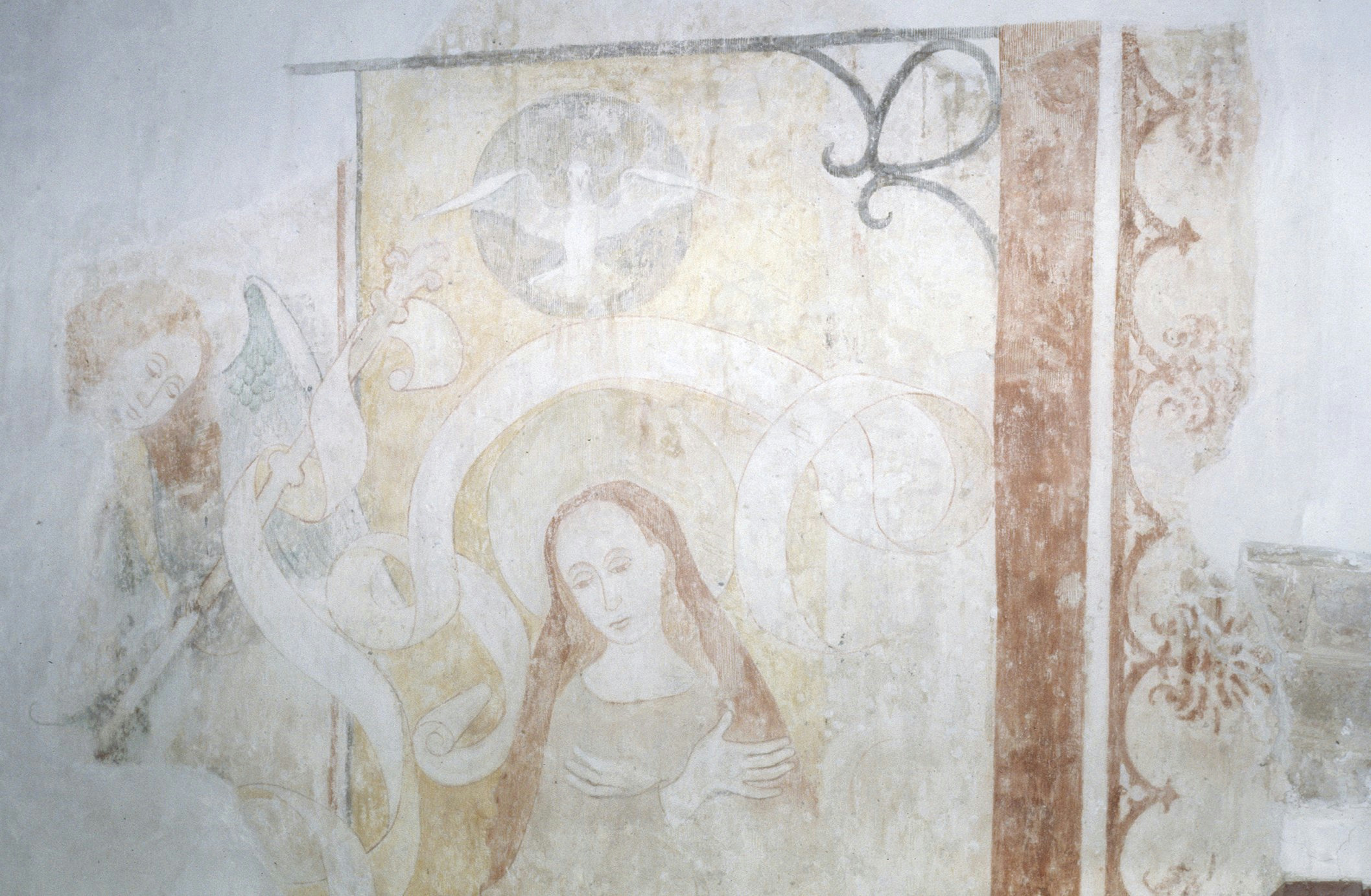
Vroeg-16e-eeuwse muurschildering van de annunciatie
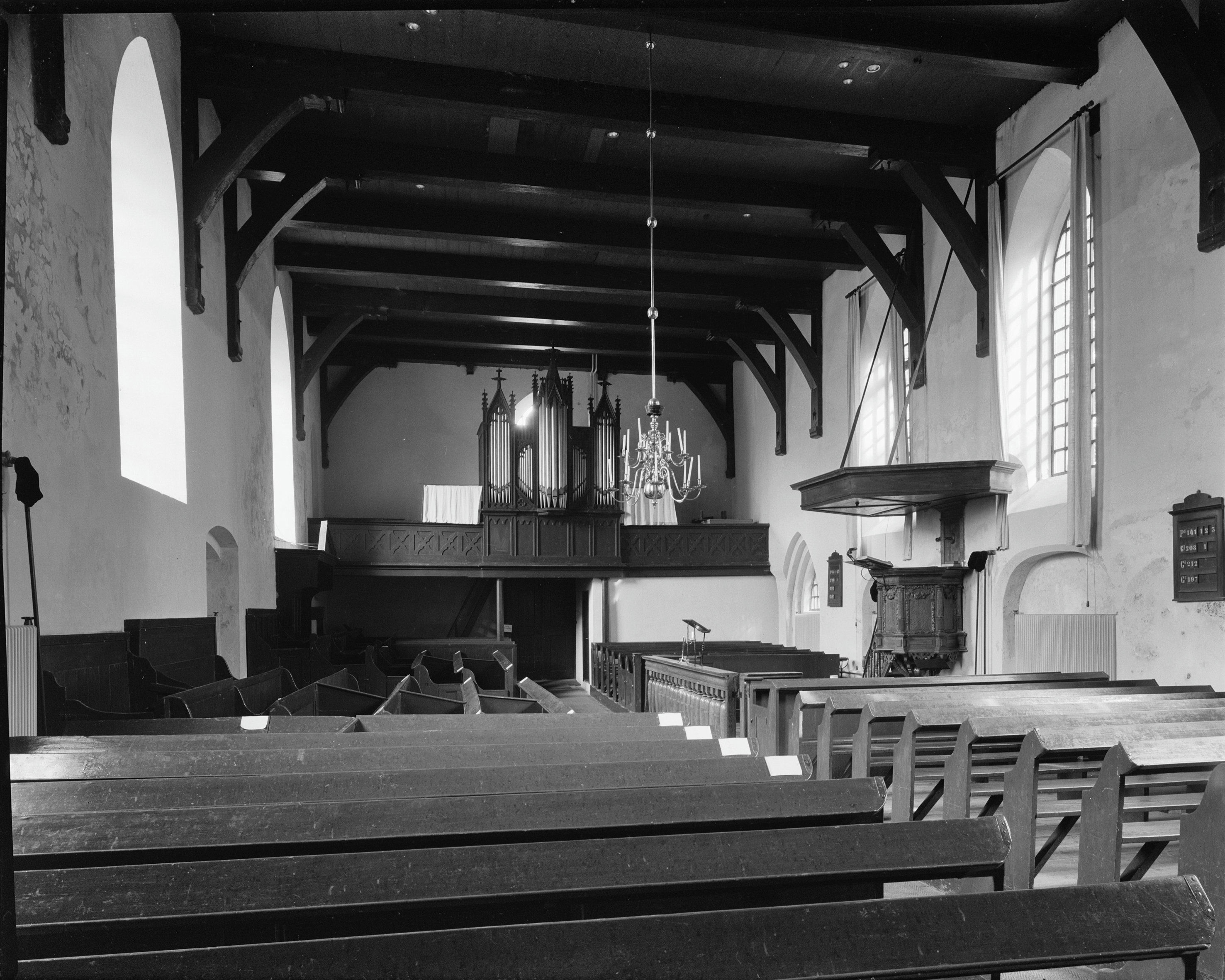
Interieur met preekstoel en orgel